# Eddy Pauwels
Eddy Pauwels (* 2. Mai 1935 in Bornem, Belgien; † 6. März 2017 ebenda) war ein belgischer Radrennfahrer.

## Sportliche Laufbahn
1954 stand Pauwels erstmals bei einem Etappenrennen auf dem Siegerpodest, als er bei dem belgischen 7-Etappen-Amateurrennen „Omloop negen Provincies“ einen dritten Platz auf der dritten Etappe erreichte. In der Gesamtwertung kam er schließlich auf Rang 13 ein. Seinen bedeutendsten Erfolg als Amateur erreichte er mit dem Gewinn der DDR-Rundfahrt 1957, bei der er für den Antwerpener Vorortklub WAC Hoboken antrat.
1958 wechselte Pauwels in das Profilager, wo er einen Vertrag beim belgischen Team Libertas abschloss. Seinen ersten Sieg als Berufsfahrer errang er im selben Jahr bei einem Kriterium im belgischen Oppuurs. Bereits in seinem zweiten Profijahr 1959 beteiligte sich Pauwels an der Tour de France, bei der er auf zwei Etappen im Gelben Trikot des Gesamtführenden fuhr und schließlich Elfter wurde. Insgesamt trat er achtmal bei der Tour de France an und erreichte 1961 mit Platz neun und zwei Etappensiegen sein bestes Resultat. 1963 (13.) fuhr er auf drei Etappen in Gelb, 1962 wurde er mit der Roten Rückennummer des angriffslustigsten Fahrers ausgezeichnet. Bei seinen acht Teilnahmen holte er sich fünf Etappensiege. Zweimal konnte sich Pauwels bei der Spanienrundfahrt platzieren, 1962 wurde er Neunter, 1965 18.
Elfmal beteiligte sich Pauwels zwischen 1959 und 1962 bei den Rennen der Monumente des Radsports, wobei er bei vier der fünf Veranstaltungen antrat. Am erfolgreichsten war er bei Lüttich–Bastogne–Lüttich. Dort trat er von 1959 bis 1964 viermal an und holte 1964 mit Platz 22 das beste Ergebnis seiner Monumente-Rennen. Ebenfalls viermal startete er bei Paris–Roubaix, dreimal bei der Flandern-Rundfahrt und einmal bei Mailand–Sanremo. Er fehlte lediglich bei der Lombardei-Rundfahrt.
Seinen letzten Sieg bei einem Profirennen in Europa erreichte Pauwels 1964 bei einem Kriterium im französischen Beaulac-Bernos. 1965 bestritt er mit der Tour de France und der Spanienrundfahrt seine letzten großen Rennen. In Kanada siegte er 1966 im Etappenrennen Kanada-Rundfahrt.
Beim belgischen Radsportteam Wiel’s-Gancia-Groene Leeuw beendete Pauwels 1966 seine Profikarriere.

## Erfolge
1959
- eine Etappe Belgien-Rundfahrt

1960
- Gesamtwertung und eine Etappe Trois Jours d’Anvers

1961
- zwei Etappen Tour de France

1962
- eine Etappe Tour de France

1963
- eine Etappe Tour de France

## Wichtige Platzierungen
| Grand Tour            | 1958 | 1959 | 1960 | 1961 | 1962 | 1963 | 1964 | 1965 | 1966 |
| --------------------- | ---- | ---- | ---- | ---- | ---- | ---- | ---- | ---- | ---- |
| Vuelta a EspañaVuelta | –    | –    | –    | –    | 9    | –    | –    | 18   | DNF  |
| Tour de FranceTour    | –    | 11   | 25   | 9    | 10   | 13   | 20   | DNF  | –    |

| Monument                 | 1958 | 1959 | 1960 | 1961 | 1962 | 1963 | 1964 | 1965 | 1966 |
| ------------------------ | ---- | ---- | ---- | ---- | ---- | ---- | ---- | ---- | ---- |
| Mailand–Sanremo          | –    | –    | –    | 111  | –    | –    | –    | –    | –    |
| Flandern-Rundfahrt       | –    | 16   | –    | 39   | 37   | –    | –    | –    | –    |
| Paris–Roubaix            | –    | 50   | 40   | 44   | –    | –    | 75   | –    | –    |
| Lüttich–Bastogne–Lüttich | –    | 23   | –    | 23   | –    | –    | 22   | –    | –    |